# 菲亚特集团
菲亚特集团（Fiat S.p.A）是一個创立於1899年的意大利财团，曾为菲亚特汽车集團等公司的母公司，以及克莱斯勒汽车公司的大股东。

## 历史
2014年1月29日菲亚特集团与克莱斯勒集团宣布重组而成立的新的控股公司菲亚特克莱斯勒汽车。2019年11月宣布與标致雪铁龙集团合併，成為繼大众集团、豐田集團、雷諾日產聯盟之後的世界第四大汽車制造商。